# ليروي هود
لوروا هود (بالإنجليزية: Leroy Hood)‏ هو عالم أحياء أمريكي، وُلد بتاريخ 10 أكتوبر عام 1938 ودرّس في كليات معهد كاليفورنيا للتقنية (يُرمز له اختصارًا كالتيك) وفي جامعة واشنطن. طور هود أدوات علمية مبتكرة سمحت بتحقيق تقدم كبير في العلوم البيولوجية والطبية. تشمل هذه الأدوات: آلة تتالي البروتين في الطور الغازي الأول في عام 1982، التي تساعد على تحديد الأحماض الأمينية التي تُشكل بروتين معين، وأداة تخليق الحمض النووي الريبوزي منقوص الأكسجين (الدي إن إيه أو دنا) في عام 1983 لتركيب قطع قصيرة من الحمض النووي، بالإضافة إلى أداة تخليق الببتيد في عام 1984 لدمج الأحماض الأمينية في ببتيدات أطول وبروتينات قصيرة، وأداة تتالي الدي إن إيه الآلي الأول في عام 1986 لتحديد ترتيب النوكليوتيدات في الحمض النووي، بالإضافة إلى تكنولوجيا تقليل النوكليوتيد باستخدام الطابعة النافثة للحبر، وتكنولوجيا السلسلة النانوية لتحليل الجزيئات الأحادية لكل من الحمض النووي الريبوزي منقوص الأكسجين (دنا) والحمض النووي الريبوزي (آر إن إيه أو رنا).
استُثمر كل من أداة تسلسل البروتين وتخليق الدي إن إيه وتخليق الببتيد وتسلسل الدي إن إيه وسُوّقت تحت ماركة الأنظمة البيولوجية التطبيقية، واستُثمرت تكنولوجيا الطابعة النافثة للحبر من قبل شركة اجيلينت تكنولوجيز. كانت أداة تسلسل الدي إن إيه الآلية تكنولوجيا تمكينية (اختراع أو اكتشاف يمكن تطبيقه لإحداث تغيير جذري في إمكانيات مستخدمه أو ثقافته) لمشروع الجينوم البشري. واستُخدمت أداة تخليق الببتيد في تركيب إنزيم بروتياز فيروس نقص المناعة البشرية من قبل الكيميائي ستيفن كينت وآخرين، وفي تطوير مثبط البروتياز لعلاج الإيدز.
أنشأ هود أول قسم متعدد الاختصاصات في علم الأحياء، وهو قسم التكنولوجيا البيولوجية الجزيئية «إم بي تي» في جامعة واشنطن عام 1992، وشارك في تأسيس معهد علم أنظمة الأحياء عام 2000. ويرجع الفضل إلى هود في إدخال مصطلح علم أنظمة الأحياء وتأييد الطب الشخصي «بّي 4»، وهو طب تنبؤي وشخصي ووقائي وتشاركي. اعتبرت مجلة ساينتفك أيمريكان العلمية هود من بين الأشخاص العشر الأكثر تأثيرًا في مجال التكنولوجيا البيولوجية في عام 2015.

## معلومات عن ليروي هود
وُلد ليروي هود في 10 أكتوبر عام 1938 في مدينة ميسولا في ولاية مونتانا الأمريكية، والداه توماس إدوارد هود وميرتل إيفيلان وادسورث. ونشأ في مدينة شيلبي. كان والده مهندسًا كهربائيًا، وحصلت والدته على شهادة في الاقتصاد المنزلي. وكان واحدًا من بين أربعة أطفال، إذ كان لديه أخت وشقيقين أحدهما مصاب بمتلازمة داون. كان أحد أجداده مربيًا للأبقار وكان يدير مخيمًا صيفيًا للجيولوجيا لطلاب الجامعة، إذ حضره هود كطالب في المدرسة الثانوية. تفوق هود في الرياضيات والعلوم، وكان واحدًا من بين الطلاب الأربعين الذين فازوا على الصعيد الوطني ببحوث المواهب العلمية في مسابقة ويستنهاوس العلمية. 

## تعليمه
تلقى تعليمه في المرحلة الجامعية من معهد كاليفورنيا للتقنية (كالتيك)، وكان من بين أساتذته شخصيات بارزة مثل ريتشارد فاينمان ولينوس باولنغ. وحصل هود على درجة دكتور في الطب من مدرسة جامعة جونز هوبكنز للطب في عام 1964، وعلى دكتوراه في الفلسفة من معهد كالتيك في عام 1968، إذ عمل مع ويليام جاي دريير في دراسة تنوع الأجسام المضادة. يعود الفضل إلى دريير في تقديم نصيحتين مهمتين إلى هود وهما: «إذا كنت ترغب بممارسة علم الأحياء ودراسته قم بذلك وأنت في المقدمة، وإذا أردت أن تكون في المقدمة اخترع أدوات جديدة تمكنك من فك شيفرات المعلومات البيولوجية».

## حياته المهنية
انضم هود في عام 1967 إلى وكالة معاهد الصحة الوطنية الأمريكية «إن آي إتش» للعمل في مركز علم المناعة في المعهد الوطني للسرطان بصفته الباحث الأعلى.
وفي عام 1970، عاد إلى معهد كالتيك أستاذًا مساعدًا، ورُقّي إلى أستاذ مشارك في عام 1973، وإلى بروفيسور حاصل على درجة الأستاذية الكاملة في عام 1975، وكان يُسمى الأستاذ بولز في علم الأحياء في عام 1977. شغل منصب رئيس قسم علم الأحياء من عام 1980 إلى عام 1989 ومدير المركز الخاص للسرطان في معهد كالتيك في عام 1981.
كان هود قائدًا ومؤيدًا للأبحاث متعددة الاختصاصات في الكيمياء وعلم الأحياء. وفي عام 1989، تنحى عن منصبه كرئيس لقسم علم الأحياء لإنشاء المركز الحديث للعلوم والتكنولوجيا التابع لمؤسسة العلوم الوطنية «إن إس إف» في معهد كالتيك واستلم إدارته. أصبح مركز إن إس إف لتطوير التكنولوجيا البيولوجية للحمض النووي والبروتين المتكامل أحد مراكز البحوث التأسيسية لمعهد بيكمان في كالتيك في عام 1989. وبحلول هذا الوقت، تضمن مختبر هود أكثر من مئة من الأبحاث، وهي مجموعة أكبر بكثير مما كانت عليه في معهد كالتيك. يُعد معهد كالتيك بمثابة مدرسة صغيرة نسبيًا لم تكن مناسبة تمامًا لإنشاء نوع من المنظمات البحثية الكبيرة متعددة الاختصاصات التي سعى إليها هود.
في شهر أكتوبر من عام 1991، أعلن هو أنه يود الانتقال إلى جامعة واشنطن في مدينة سياتل لتأسيس وإدارة أول قسم متعدد الاختصاصات في علم الأحياء، وهو قسم التكنولوجيا البيولوجية الجزيئية «إم بي تي» في كلية الطب في جامعة واشنطن. مُوّل القسم الجديد بمبلغ مقداره 12 مليون دولار أمريكي قُدم كهدية من رجل الأعمال بيل غيتس، الذي شارك اهتمام هود بالجمع بين الأبحاث البيولوجية وتكنولوجيا الحاسوب وتطبيقها على الأبحاث الطبية. انتقل هود وغيره من العلماء من مركز «إن إس إف» التابع لمعهد كالتيك إلى جامعة واشنطن خلال الفترة الواقعة بين عامي 1992 و1994، إذ تلقوا دعمًا متجددًا من مركز «إن إس إف» باعتباره مركزًا للتكنولوجيا البيولوجية الجزيئية. وفي وقت لاحق من عام 2001، أُعيد تنظيم قسم التكنولوجيا البيولوجية الجزيئية وقسم الوراثة في جامعة واشنطن لتشكيل قسم علوم الجينوم.
في عام 2000، استقال هود من منصبه في جامعة واشنطن ليصبح مؤسسًا مشاركًا ورئيسًا لمعهد علم أنظمة الأحياء غير الربحي «آي إس بي»، وربما أول منظمة مستقلة في علم أنظمة الأحياء. كان مؤسسوه المشاركون الرائد في دراسة البروتينات والكيميائي رويدي أيبرسولد وعالم المناعة آلان أديريم. ما يزال هود أستاذًا تابعًا لجامعة واشنطن في علوم الحاسوب والهندسة الحيوية وعلم المناعة. في أبريل عام 2017، أعلن معهد آي إس بي عن طريق الكيميائي جيمس آر. جوستين أن هود سيستلم منصب رئيس المعهد اعتبارًا من يناير عام 2019 مع استمراره في قيادة مجموعته البحثية في المعهد والعمل في مجلس الإدارة التابع له.
يعتقد هود أن مجموعة كبيرة من البيانات وعلوم أنظمة الأحياء لديها القدرة الكافية على إحداث ثورة في الرعاية الصحية وإنشاء نهج طبي استباقي يركز على تعزيز أهمية صحة الفرد وعافيته. صاغ هود مصطلح «طب بّي 4» في عام 2003. وفي عام 2010، اشترك معهد آي إس بي مع مركز ويكسنر الطبي بجامعة مدينة كولومبوس في ولاية أوهايو الأمريكية لتأسيس معهد الطب بّي 4 غير الربحي (رمزه بّي 4 إم آي). وذُكر بأن هدفه هو قيادة عملية تحويل الرعاية الصحية من نظام تفاعلي إلى آخر يستطيع التنبؤ بالأمراض ومنعها ووضع التشخيص المناسب وتقديم العلاج للفرد المستهلك، ومشاركة المرضى في الممارسة الفاعلة في الفهم الكمي للصحة والعافية، أي أن الأهداف تنبؤية ووقائية وشخصية وتشاركية. في عام 2012، أبرم معهد بّي 4 الطبي اتفاقًا مع شريكه الأول في رعاية صحة المجتمع وهو نظام الأمن الصحي، وهو نظام رعاية صحية كاثوليكي غير ربحي يعمل ضمن مجموعة متنوعة من المجتمعات في ألاسكا وواشنطن وولاية أوريغون.

## وصلات خارجية
- ليروي هود على موقع إن إن دي بي (الإنجليزية)